# AEG C.VI
AEG C.VI – prototyp niemieckiego dwuosobowego samolotu rozpoznawczego z okresu I wojny światowej, będący modyfikacją samolotu AEG C.IV. Przeróbka polegała m.in. na zastąpieniu standardowo montowanego w C.IV silnika Mercedes D.III o mocy 160 KM mocniejszym silnikiem Benz Bz.IV o mocy 220 KM. Zbudowano tylko dwa egzemplarze samolotu. Ze względu na niezadowalające osiągi produkcja seryjna nie została podjęta.

Silnik Benz Bz.IV eksponowany w MLP w Krakowie